# Franjevački samostan u Teočaku
Franjevački samostan, rimokatolički samostan u Teočaku.
Postojao je još u 14. stoljeću, u predturskim vremenima, uz ostale važne franjevačke samostane ovog kraja - samostane Zvorniku, Ljuboviji i Srebrenici. Nestao je tijekom 15. stoljeća.
Franjevački samostan s crkvom bio je u blizini tvrđave.
Po svim kazivanjima temelji su u Krstacu, koji je udaljen od Staroga grada 4 do 5 km. Prema legendi najednoj uzvišici u središtu Teočaka bio je franjevački samostan. Križ mu se vidio iz daljine i tako je taj dio Teočaka dobio ime Krstac. Prema legendi u samostanu je bio razboj od zlata za tkanje. Kad su stanari samostana morali ga napustiti, rasklopili su razboj te ga bacili u bunar koji je bio uz samostan i zatrpali ga. Zato što su stanari samostani nestali u jednoj noći, nije imao tko označiti lokalitet bunara. Za zakopanim su zlatom mnogi poslije tragali. Poznato je da je u vremenu od 1920. do 1925 g. jednom mještaninu pošlo za rukom da na lokalitetu gdje bi trebao biti samostan, iskopa tri šipke zlata teške 7 kg, ispod jedne kamene ploče. Kad je to prijavio, vlast mu je to oduzela, rekla da se radi o mjedu te mu platila neki mali iznos novaca. Gledano po svim usmenim kazivanjima i imenima zemljišta, lokalitet franjevačkog samostana morao bi biti na prostoru od Mramora preko Gaja i Ilazovače, čiji je dio i Karazan i Vinograda, što je sve skupa dva km u dužinu, lokalitet na Krstacu. Na rečenom Mramoru, dijelu Krstaca je nekropola stećaka, koja je dala ime lokalitetu (Mramor). Bila je sve do 1945. godine. Stećci su i danas na lokalitetu Bjelovnica i Begov Mejdan. Nedaleko od Mramora između dviju mahala Krstaca Jukanovića i Hodžića je vrlo velika kamena ploča, nešto koso postavljena prema sjeveru. Na njoj su uklesane potkovice konja, kozji papci, kokošije i pureće noge (pandže), od nepoznatog umjetnika kipara. Priča kaže da je tu Đerzelez Alija skočio sa svojim konjima s Kušleta, a odavde na Brezovo Polje, Nakića Kuli. Budući da je to veliko grobište, realno je da je tu bila i nekakva crkva. Sjeveroistočna Bosna bila je snažno uporište bogumila. Zbog iskorjenjivanja toga, bila je potrebna crkva i samostan. 
Adem Handžić u knjizi "Tuzla i njena okolina u XVI vijeku", da je džamija pod starim gradom podignuta na temeljima franjevačkog samostana. No kad se popravljalo džamiju pod Starim gradom, iskopan je dio temelja ali se nije naišlo ni na kakve starije temelje. Ni po usmenim kazivanjima ovdje nije samostan. Priča ide da je ovdje sultan Fatih II. podigao džamiju za posadu grada, a poslije i za stanovnike.

## Vanjske poveznice
- Facebook Katolička crkva Župa Srca Isusova Zvornik-Srebrenica